# Кравченко Ольга Андріївна
Ольга Андріївна Кравченко (нар. 1 січня 1944, Новодубище, Красилівський район, Хмельницька область) — український живописець. Член Національної спілки художників України. Одна з учениць Віктора Зарецького.

## Біографія
У 1968 році закінчила Київський університет. Відтоді працювала коректором, кореспондентом та редактором у видавництвах журналів «Ранок», «Молодь», «Барвінок». Пізніше захопилася живописом і почала працювати у стилі імпресіонізму.

## Творчість
Філолог за освітою, Ольга Кравченко взяла пензля до рук після сорока років, як і її батько, хоча бажання малювати мала ще з дитинства. Навчалася самостійно, а також брала приватні уроки живопису та графіки. Починала з зображення квітів, згодом зацікавилась пейзажами. 
Вибрані твори:
- «Свято», «Зимова фантазія» (2001);
- «Відгасло літо» «Зимовий день», «Осіння брама», «Цвітуть груші» (2002);
- «Лавандове поле», «Натюрморт із білими хризантемами», «Кущ жасмину» (2003);
- «Випав сніг», «Край села» (2004);
- «Квітуча долина» (2004);
- «Сонячний ранок» (2005);
- «Під покровом сакури» (2006);
- «Забуті хати» (2008) та ін.[1]

Першу персональну виставку мала 1989 році. Згодом відбулися численні інші міські, всеукраїнські, республіканські і міжнародні, зокрема у 2003 році в Бухаресті (Румунія).Міжнародна галерея мистецтв - від Асоціації сприяння незалежним художникам в Парижі, упродовж 2021–2024 років запрошувала художницю брати участь в організованими ними художні проекти.
Роботи художниці знаходяться в музеях та приватних колекціях Великобританії, Італії, Іспанії, Норвегії, Румунії, США, України. Окремі полотна художниці нині зберігаються у музеях історії Києва та історії мистецтв, а також у музеї Палацу Парламенту в Румунії, Запорізькому обласному художньому музеї та в Ужгородському національному музеї. 
Ольга Кравченко була учасницею аукціонів у галереї «Арткапітал», в аукціонному домі «Дукат», у литовському благодійному аукціоні «Blue/Yellow».

## Нагороди та відзнаки
- Почесна відзнака Міністерства культури і мистецтв України.